# Agustín Barrios

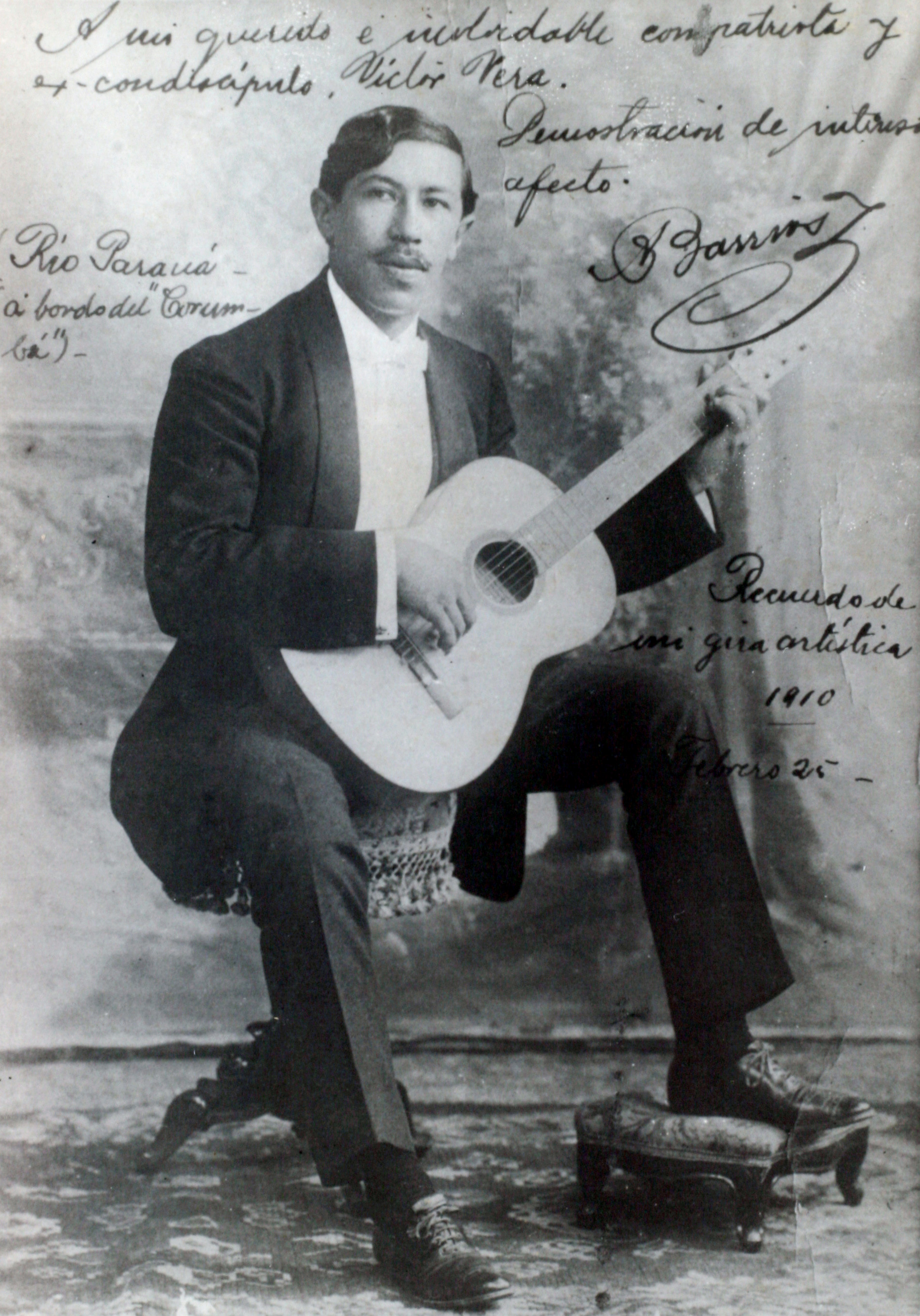
Agustín Barrios (1910)

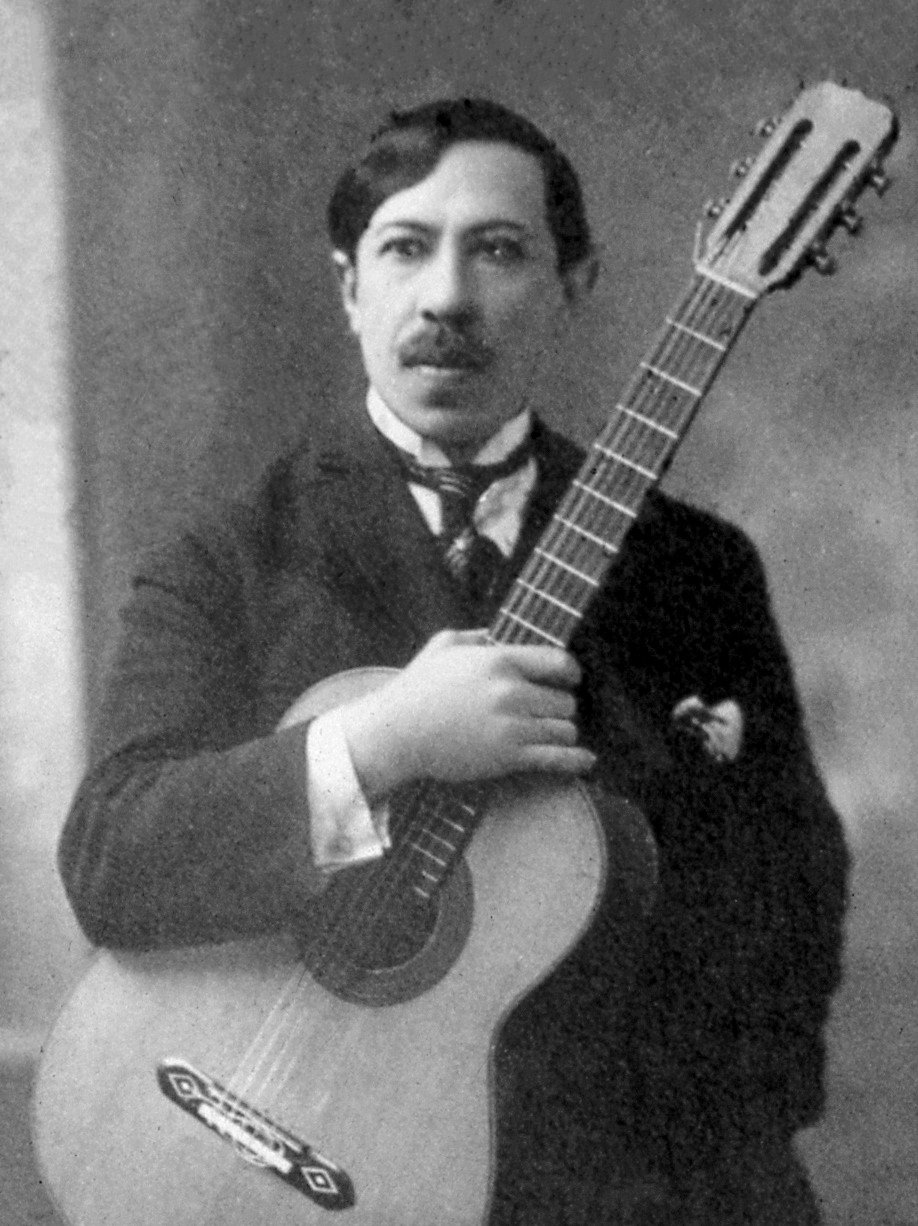
Agustín Barrios (1922)

Agustín Pío Barrios, genannt auch Agustín Barrios Mangoré und  Nitsuga Mangoré (* 5. Mai 1885 in San Juan Bautista de las Misiones, Paraguay; † 7. August 1944 in San Salvador), war ein paraguayischer Komponist und einer der ersten Gitarrenvirtuosen in Südamerika.

## Lebenslauf
Die Eltern des jungen Agustín Barrios, überzeugt von den Fähigkeiten ihres Sohnes als Gitarrist, schickten ihn aus seiner kleinen Geburtsstadt im südlichen Paraguay in die Hauptstadt Asunción. Hier trat er als Gitarrist auf, schrieb Klavierstücke von Bach und Beethoven für Gitarre um, entwickelte ein großes Interesse für Mathematik, Literatur und Philosophie und bekannte später: „Man kann kein Gitarrist sein, wenn man nicht in den Quellen der Kultur gebadet hat.“ In Asunción wurde Barrios musikalisch von Gustavo Sosa Escalada (1877–1944), einem Schüler der argentinischen Gitarrenkomponisten Carlos García Tolsa, Juan Alaís und Antonio Ferreyro, sowie später am Instituto Paraguayo unter dem italienischstämmigen Musiker Nicolino Pellegrini ausgebildet. 1910 unternahm Barrios eine Konzertreise nach Argentinien, die ein so großer Erfolg wurde, dass er in den nächsten zwei Jahrzehnten fast alle Länder Süd- und Mittelamerikas bereiste und dort konzertierte. In Südamerika begegnete er 1921 Andrés Segovia und spielte diesem (jedoch ohne weitere Konsequenz) auch vor. Ein Misserfolg in Buenos Aires 1928 verhinderte eine Nordamerikatournee.
In den späten 1920er Jahren übte die indianische Kultur seiner Heimat eine zunehmende Faszination auf ihn aus. Anfang der 1930er Jahre trat er bei seinen Konzertabenden, nicht zuletzt auf Anraten seines Agenten, nicht mehr ausschließlich im traditionellen Frack auf, sondern in indianischer Tracht, sogar mit Federkopfschmuck. Er nahm den Namen eines Guaraníhäuptlings, „Mangoré“, an und trat in der ersten Hälfte des Programms als Indianer „Nitsuga (Agustín rückwärts) Mangoré, der Paganini auf der Gitarre aus dem Urwald“ mit eigenen Werken auf. Nach der Pause spielte er im Frack Werke und Transkriptionen für Gitarre von Bach und anderen europäischen Komponisten.
1935 verbrachte er ein Jahr in Begleitung des paraguayischen Botschafters (in Mexiko) Tomás Salomonis und seiner Familie in Europa, unter anderem in Belgien, Deutschland und Spanien, wobei er in Deutschland (im Berlin der Zeit des Nationalsozialismus) keine Konzerte gab, jedoch erfolgreiche Auftritte im Konservatorium in Brüssel und in Madrid hatte. Beim Ausbruch des Bürgerkrieges in Spanien reiste er nach Südamerika ab. Wenige Jahre nach seiner Rückkehr übernahm er eine Professur in San Salvador, wo er 1944 im Alter von 59 Jahren starb.

## Werke
Barrios komponierte sein Leben lang. Seine Werke gelten als innovativ, sowohl was ihre einzigartige Ausdruckskraft als auch was ihre romantische Harmoniegebung betrifft. Als Vorbild in Spiel- und Kompositionstechnik ist teilweise Francisco Tárrega zu betrachten, wenngleich der Einfluss gering ist, wenn man von der Verwendung gleicher Formen wie z. B. Präludien (Preludios), Etüden und Tremolostudien, von der Verwendung von Tanzformen wie Menuett, Walzer, Mazurka u. a. sowie dem Aufgreifen von Folkloreelementen in den Kompositionen absieht. Barrios war vermutlich der erste klassische Gitarrist, der eigene Platten aufnahm (1913), und der erste Gitarrist, der eine komplette Bach-Lautensuite mit der Gitarre in einem öffentlichen Konzert spielte. Die historischen Audioaufnahmen brachte das Label Chanterelle mit dem Sammelalbum Agustin Barrios plays his own Compositions and other Works. The historical Recordings 1913–1942 heraus.
Es sind circa 105 von insgesamt rund 300 Werken bekannt, darunter Hauptwerke der romantischen Gitarrenliteratur wie La Catedral (3 Sätze, inspiriert von der Kathedrale in Montevideo, wo er einen Organisten Bach-Choräle vortragen hörte und anschließend von einer belebten Straße inspiriert wurde), Villancico de navidad, Sueño en la floresta („Traum im Wald“, Tremolostudie) und Una limosna por el amor de Dios („Ein Almosen aus Gottesliebe“, letzte Tremolostudie).

## Gitarrentechnik
Barrios verwendete laut Überlieferung gewachste Stahlsaiten, die einen etwas weicheren Klang als reine Stahlsaiten hervorbrachten, welche nur von Volksmusikern verwendet wurden. Von europäischen Gitarristen wie Miguel Llobet, Andrés Segovia und Regino Sáinz de la Maza, die zeitgleich mit Barrios in Südamerika auftraten, wurden Darmsaiten verwendet (da es zu dieser Zeit noch keine Nylonsaiten gab), und sie fanden die Verwendung von Stahlsaiten befremdlich bzw. lehnten sie ab.
Zur Ausführung des hohen „C“ in seiner Komposition Sueño en la floresta setzte Barrios modifizierte Gitarren mit einem 20. Bund ein.

## Würdigung
Unter Gitarristen haben die Werke Barrios’ eine ähnliche Bedeutung erhalten wie die des von Barrios verehrten Frédéric Chopin für die Pianisten. John Williams, einer der Entdecker von Barrios in den 1970er Jahren, schätzte 1993 Barrios, den er mit seinen Schallplattenaufnahmen von 1977, 1991 und 1995 weltweit bekannt machte, als bedeutender ein als Fernando Sor, Mauro Giuliani und Heitor Villa-Lobos:

“… as a guitarist/composer, Barrios is the best of the lot, regardless of era. His music is better formed, it’s more poetic, it’s more everything! And it’s more of those things in a timeless way. So I think he’s a more significant composer than Sor or Giuliani, and a more significant composer – for the guitar – than Villa-Lobos.”

„… als Gitarrist und Komponist ist Barrios der Beste von allen, unabhängig von der Zeitepoche. Seine Musik ist besser geformt, sie ist poetischer, sie hat mehr von allem! Und sie hat es auf eine zeitlose Art. Deshalb denke ich, dass er ein bedeutenderer Komponist ist als Sor oder Giuliani und ein bedeutenderer Komponist – für die Gitarre – als Villa-Lobos.“

## Sonstiges
Seit 2007 mit der Serie D zeigen die 50.000er Scheine des Paraguayischen Guaraní auf der Vorderseite Agustín Barrios. Sie wurden 2008 eingeführt, nachdem Scheine der Serie C mit anderem Motiv auf dem Weg von der Druckerei nach Paraguay gestohlen wurden.